# یوکیه کاوامورا
یوکیه کاوامورا (انگلیسی: Yukie Kawamura؛ زاده ۲۳ ژانویهٔ ۱۹۸۶) یک بازیگر زن اهل ژاپن است. 